# Clarence Lung
Clarence E. Lung (* 20. Oktober 1914 in Boise, Idaho; † 15. Oktober 1993 in Quitman, Texas) war ein US-amerikanischer Schauspieler.

## Leben
Clarence war der Sohn von George Lung und Lillian Pfeifer. Er hatte einige chinesische Vorfahren. Seine Eltern ließen sich scheiden, als er noch jung war und er wuchs mit seiner Schwester bei seiner Mutter in Colorado auf.

## Filmographie (Auswahl)
| Jahr | Titel                                          |
| ---- | ---------------------------------------------- |
| 1937 | The Good Earth                                 |
| 1943 | China                                          |
| 1943 | Gung Ho!                                       |
| 1944 | Alarm im Pazifik (The Fighting Seabees)        |
| 1944 | The Purple Heart                               |
| 1944 | Dragon Seed                                    |
| 1944 | The Keys of the Kingdom                        |
| 1945 | God Is My Co-Pilot                             |
| 1945 | Song of the Sarong                             |
| 1945 | Secret Agent X-9                               |
| 1945 | First Yank Into Tokyo                          |
| 1945 | Prison Ship                                    |
| 1946 | Lost City of the Jungle                        |
| 1953 | Forbidden                                      |
| 1954 | World for Ransom                               |
| 1954 | Prisoner of War                                |
| 1955 | Vom Teufel verführt                            |
| 1956 | The Rawhide Years                              |
| 1959 | Unternehmen Petticoat (Operation Petticoat)    |
| 1959 | Never So Few                                   |
| 1959 | Blood and Steel                                |
| 1960 | Walk Like a Dragon                             |
| 1961 | Junggeselle im Paradies (Bachelor in Paradise) |
| 1961 | Blaues Hawaii (Blue Hawaii)                    |
| 1962 | Der letzte Zug (Experiment in Terror)          |
| 1965 | Verliebt in eine Hexe                          |
| 1965 | Privatdetektivin Honey West                    |
| 1970 | Which Way to the Front?                        |
| 1972 | Anna und der König von Siam                    |
| 1972 | Meine drei Söhne                               |